# Michael Lonsdale
Pour les articles homonymes, voir Lonsdale.
Michael Lonsdale (crédité Michel Lonsdale jusqu'en 1977) est un acteur franco-britannique, né le 24 mai 1931 à Paris et mort le 21 septembre 2020 dans la même ville.
Principalement connu pour ses rôles au théâtre et au cinéma, il a également prêté sa voix à divers projets audiovisuels, comme des dramatiques radiodiffusées ou des livres audio.

## Biographie
Michael Edward Lonsdale-Crouch naît à Paris en 1931. Il est le fils naturel de Simone Béraud et d’Edward Lonsdale-Crouch, un militaire de l'armée britannique,. Une de ses grands-mères était irlandaise. Il est le neveu par alliance de Marcel Arland (époux de sa tante Janine Béraud), écrivain qui a obtenu le prix Goncourt 1929.
Peu après sa naissance, la famille Lonsdale déménage vers Jersey puis part pour Londres en 1935. En 1939, ils rejoignent le Maroc où son père est devenu négociant en engrais. Prisonnier des autorités vichystes, il est libéré lors du débarquement des Alliés en Afrique du Nord en novembre 1942. Son fils Michael profite alors à Casablanca des séances de cinéma américain destinées aux troupes qui y stationnent.
Il anime des émissions enfantines sur Radio-Maroc, à Rabat dès 1943. Revenu en France, à Cannes, en 1946, il rencontre Roger Blin qui lui fait découvrir le théâtre. En 1949, Michael et sa mère s'installent à Paris dans un immeuble face aux Invalides, dans l'appartement du grand-père maternel que l'acteur va ensuite habiter toute sa vie,.

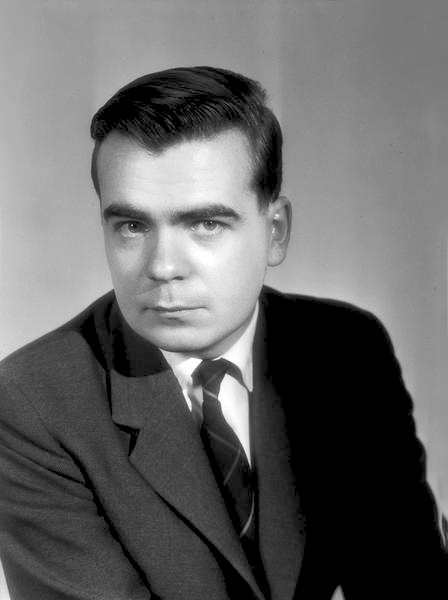
Michael Lonsdale en 1960 (Studio Harcourt).

Il suit le cours de théâtre de Tania Balachova. Pour gagner un peu d'argent, sa mère donne des cours d'anglais. À 22 ans, il demande à être baptisé dans la foi catholique. La francisation de son prénom — en Michel — provient de l'acteur belge Raymond Rouleau qui ne parvenait pas à prononcer correctement le prénom anglais Michael.
C'est grâce aux deux rôles offerts par François Truffaut dans La Mariée était en noir et Baisers volés (dans ce dernier film, une scène est tournée dans son appartement parisien) qu'il se fait un nom au cinéma.
Il tourne dans des films dits d'avant-garde (films de Marcel Hanoun) comme dans des productions hollywoodiennes (Munich de Steven Spielberg). Sa maîtrise courante de l'anglais lui permet d'apparaître dans de nombreux films américains et britanniques.

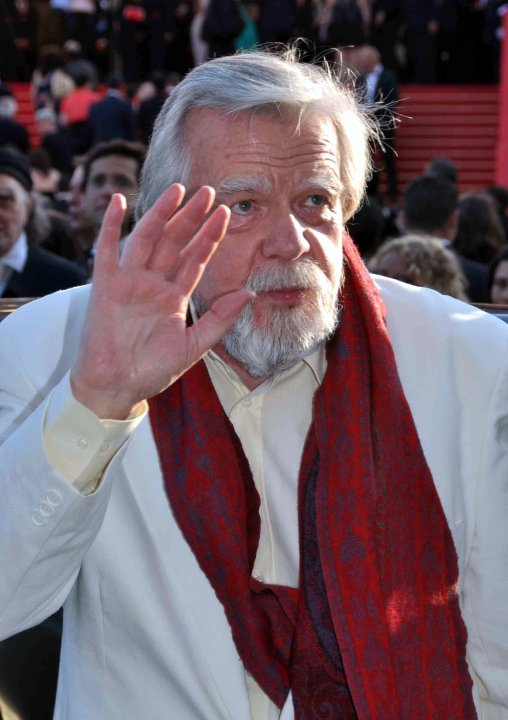
Michael Lonsdale au Festival de Cannes 2010 lors de la présentation du film Des hommes et des dieux.

Durant sa carrière, il joue aussi bien pour des metteurs en scène comme Orson Welles, François Truffaut, Joseph Losey, Louis Malle, Luis Buñuel, Jean-Pierre Mocky, Jean Eustache ou Jean-Daniel Pollet qu’au théâtre dans des textes contemporains (Dürrenmatt, Beckett, Duras...). Il participe à des films grand public, dont un James Bond, Moonraker en 1979, dans le rôle du méchant, ou la comédie Ma vie est un enfer de Josiane Balasko, ainsi qu'à des téléfilms. En 2010, il joue le rôle de frère Luc dans Des hommes et des dieux, de Xavier Beauvois, qui relate les derniers jours des moines de Tibhirine, en Algérie, dont l'assassinat avait frappé l'opinion internationale en 1996. Pour ce rôle, il remporte l'unique César de sa carrière en tant que meilleur second rôle masculin.
Il rencontre Michel Puig et ensemble, ils fondent en 1972 le Théâtre musical des Ulis, une compagnie de théâtre musical subventionnée par le ministère de la Culture.
En février 1978, il fait partie des membres fondateurs du Comité des intellectuels pour l'Europe des libertés.
En 1983, il réalise le film en langue française La Voix humaine.
En 1990, à l'initiative du ministère de la Culture et des moines de Cîteaux, il met en scène Bernard de Clairvaux de Daniel Facérias et Gilles Tinayre sur le site historique de Clairvaux avec plus de cent figurants.
Michael Lonsdale met en scène de nombreux textes, dont, en 2002, Marie Madeleine des frères Martineau, en 2001, La Nuit de Marina Tsvetaeva de Valeria Moretti, et, en 2010, un spectacle sur sœur Emmanuelle, après d'autres spectacles sur Thérèse de Lisieux et François d'Assise.
Il prête par ailleurs sa voix à la lecture de grands textes de littérature et de philosophie pour des livres audio, ainsi qu'à Erik Satie au sein des maisons Satie d'Honfleur. Il prête également sa voix à Victor Hugo, en 2014, dans le tramway de Besançon, ville natale de l'écrivain.
À compter de 2001, il est président d’honneur du Festival de silence et l’un des présidents d’honneur du jury du prix Marguerite-Duras, autrice et réalisatrice avec laquelle il a beaucoup tourné.
Il est également un artiste peintre reconnu. La galerie Daniel-Besseiche à Paris a organisé une exposition en 2010 où ses œuvres étaient accrochées aux côtés de celles du peintre expressionniste et critique d'art Jean Revol.
En 2008, le Festival du film de Belfort - Entrevues lui consacre un hommage croisé avec Édith Scob.
En 2011, il est l'invité d'honneur du Festival Paris Cinéma. À cette occasion, il donne une leçon de cinéma avec Jean Douchet.

### Vie privée
Catholique engagé, Michael Lonsdale est proche de la communauté de l'Emmanuel. En 1987, à l’invitation de Dominique Rey, alors jeune prêtre, il participe au premier Festival Magnificat à Paray-le-Monial, avec Philippe Bizot, Catherine Salviat, Jacques Loussier, Michel Piquemal, Daniel Facérias, Cyril Atanassoff et Goudji. En 1988, il cofonde le centre artistique chrétien Magnificat, destiné plus spécialement aux artistes.
En 1998, il accepte d'être le parrain d'une promotion de l'Institut catholique d'études supérieures situé à La Roche-sur-Yon et est membre de la section « arts et lettres » de l'Académie catholique de France. En 2014, il accepte de parrainer une jeune troupe de théâtre : la troupe des Potimarrants.
Il participe à la Diaconie de la beauté, qui recouvre les engagements des différentes communautés au service de la charité pour les plus pauvres. Il préside le Festival sacré de la beauté à Cannes.
Il est lecteur récurrent pour le projet Psaume dans la ville.
Michael Lonsdale est le demi-frère de Gerald Calderon (1926-2014).
À propos de son absence de vie conjugale, il déclare, dans son livre Le Dictionnaire de ma vie, paru en 2016 : « J’ai vécu un grand chagrin d’amour et ma vie s’en est trouvée très affectée. La personne que j’ai aimée n'était pas libre… je n’ai jamais pu aimer quelqu’un d’autre. C’était elle ou rien et voilà pourquoi, à 85 ans, je suis toujours célibataire ! Elle s’appelait Delphine Seyrig ».

#### Mort

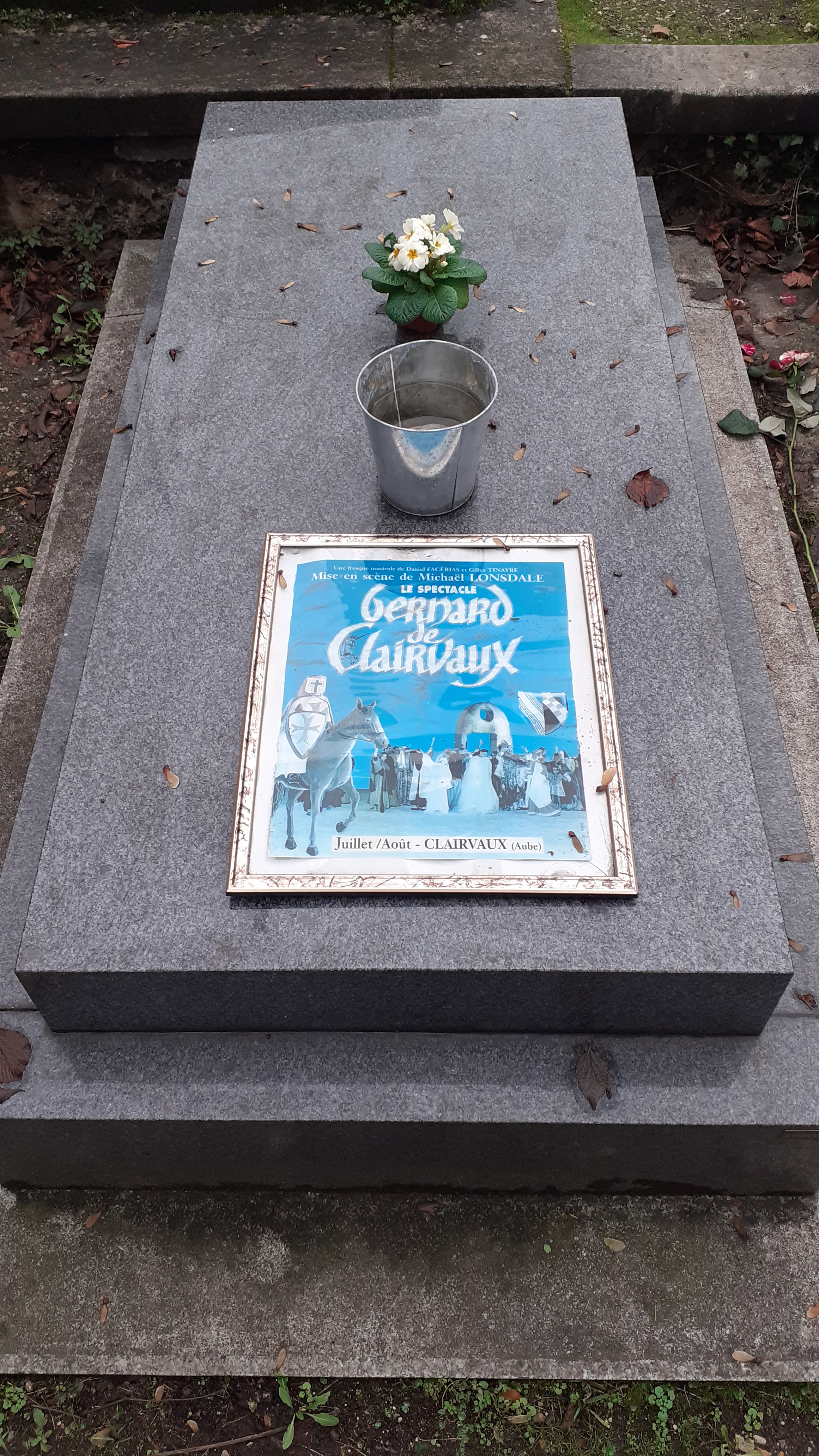
Tombe de Michael Lonsdale au cimetière de Montmartre (division 4).

Michael Lonsdale meurt dans son sommeil le 21 septembre 2020 dans son appartement parisien de la place Vauban, à l'âge de 89 ans. La veille, le cardinal Philippe Barbarin lui administre le sacrement des malades. Les obsèques sont célébrées à l'église Saint-Roch de Paris le 1er octobre, suivies de l'inhumation dans la plus stricte intimité au cimetière de Montmartre (4e division).

## Théâtre

### Comme comédien
- 1955 : Pour le meilleur et le pire de Clifford Odets, mise en scène Raymond Rouleau, théâtre des Mathurins
- 1956 : Ce soir je dîne chez moi de Clare Kummer, mise en scène Christian-Gérard, Comédie-Wagram
- 1958 : Les portes claquent de Michel Fermaud, mise en scène Christian-Gérard, théâtre Daunou
- 1960 : Le Comportement des époux Bredburry de François Billetdoux, mise en scène de l'auteur, théâtre des Mathurins
- 1961 : La Pensée de Léonide Andreiev, mise en scène Laurent Terzieff, théâtre de Lutèce puis théâtre Hébertot
- 1961 : Les Nourrices de Romain Weingarten, mise en scène de l'auteur, théâtre de Lutèce
- 1962 : Frank V de Friedrich Dürrenmatt, mise en scène André Barsacq, théâtre de l'Atelier
- 1962 : Le Tableau d'Eugène Ionesco, mise en scène Jean-Marie Serreau, théâtre de l'Œuvre
- 1963 : L'avenir est dans les œufs ou il faut de tout pour faire un monde d'Eugène Ionesco, mise en scène Jean-Marie Serreau, théâtre de l'Ambigu
- 1963 : Amédée ou Comment s'en débarrasser d'Eugène Ionesco, mise en scène Jean-Marie Serreau, théâtre de l'Ambigu
- 1963 : Des clowns par milliers d'Herb Gardner, mise en scène Raymond Rouleau, théâtre du Gymnase
- 1965 : Zoo Story de Edward Albee, mise en scène Daniel Emilfork et Laurent Terzieff, théâtre de Lutèce
- 1965 : Le Mal de Test d'Ira Wallach, mise en scène Pierre Dux, Comédie des Champs-Élysées
- 1966 : Comédie de Samuel Beckett, mise en scène Jean-Marie Serreau, Odéon-Théâtre de France
- 1966 : Va et vient de Samuel Beckett, mise en scène Jean-Marie Serreau, Odéon-Théâtre de France
- 1966 : Point H d'Yves Jamiaque, mise en scène Pierre Franck, théâtre de l'Œuvre
- 1966 : Se trouver de Luigi Pirandello, mise en scène Claude Régy, Théâtre Antoine
- 1967 : Le Mal de Test d'Ira Wallach, mise en scène Pierre Dux, théâtre des Célestins
- 1967 : Rosencrantz et Guildenstern sont morts de Tom Stoppard, mise en scène Claude Régy, Théâtre Antoine
- 1968 : L'Amante anglaise de Marguerite Duras, mise en scène Claude Régy, TNP-théâtre de Chaillot
- 1969 : Comédie de Samuel Beckett, mise en scène Jean-Marie Serreau, théâtre de Poche Montparnasse
- 1969 : Une tempête d'Aimé Césaire d'après William Shakespeare, mise en scène Jean-Marie Serreau, Théâtre de l'Ouest parisien, théâtre de la Cité internationale
- 1970 : L'Exception à la règle de Bertolt Brecht, mise en scène Jean-Marie Serreau
- 1970 : La Mère de Stanisław Ignacy Witkiewicz, mise en scène Claude Régy, théâtre Récamier
- 1970 : La Mort de Bessie Smith d'Edward Albee, mise en scène Jean-Marie Serreau, théâtre du Midi
- 1971 : L'Amante anglaise de Marguerite Duras, mise en scène Claude Régy, théâtre Récamier
- 1973 : Home de David Storey, mise en scène Claude Régy, Espace Pierre Cardin
- 1973 : Isma de Nathalie Sarraute, mise en scène Claude Régy, Espace Pierre Cardin
- 1973 : Isaac de Michel Puig, mise en scène Claude Régy, Espace Pierre Cardin
- 1974 : La Chevauchée sur le lac de Constance de Peter Handke, mise en scène Claude Régy, Espace Pierre Cardin
- 1974 : Sa Négresse Jésus de Michel Puig, mise en scène Michael Lonsdale et Catherine Dasté, théâtre Nanterre-Amandiers
- 1976 : L'Amante anglaise de Marguerite Duras, mise en scène Claude Régy, théâtre d'Orsay
- 1976 : Chers zoiseaux de Jean Anouilh, mise en scène Jean Anouilh et Roland Piétri, Comédie des Champs-Élysées
- 1977 : L'Éden Cinéma de Marguerite Duras, mise en scène Claude Régy, théâtre d'Orsay
- 1978 : Le Nom d'Œdipe d'après Le Chant du corps interdit d'Hélène Cixous, mise en scène Claude Régy, Cour d'Honneur du Palais des Papes - Festival d'Avignon
- 1979 : Navire Night de Marguerite Duras, mise en scène Claude Régy, théâtre Édouard VII
- 1981-1982 : L'Amante anglaise de Marguerite Duras, mise en scène Claude Régy, théâtre Renaud-Barrault (nouvelle version)
- 1982 : Antigone, toujours de Pierre Bourgeade d'après Sophocle, mise en scène Jean-Louis Barrault, théâtre Renaud-Barrault
- 1982 : De la cave au grenier, un corps entier de songes de Gil Jouanard, mise en scène Michael Lonsdale, 9e rencontres La Chartreuse Villeneuve-lès-Avignon
- 1984-1985 : Le Vent tourbillon, conte musical de Roger Landy et Claude Bolling, Maison de la Culture d'Angers, Grand-Théâtre de Tours : narrateur
- 1985 : Conversations de Georges Aperghis, mise en scène de l'auteur
- 1985 : L'Âme de la Chine, mise en scène Pierre Chabert, Festival de poésie à Paris
- 1986 : La Tour de Babel, Détails d'après Patricia Buzzi, mise en scène Georges Aperghis, Festival d'Avignon
- 1988 : La Vie mode d'emploi de Georges Perec, mise en scène Michael Lonsdale, Festival d'Avignon
- 1988 : Trois voyageurs regardent un lever de soleil de Wallace Stevens, mise en scène Claude Régy, théâtre de la Bastille
- 1989 : Trois voyageurs regardent un lever de soleil de Wallace Stevens, mise en scène Claude Régy, Théâtre national de Strasbourg
- 1989 : L'Amante anglaise de Marguerite Duras, mise en scène Claude Régy, théâtre Renaud-Barrault
- 1990 : Le Cerceau de Victor Slavkine, mise en scène Claude Régy, théâtre Nanterre-Amandiers
- 1992 : H Litanie musicale et égalitaire de Georges Aperghis, mise en scène de l'auteur, théâtre Nanterre-Amandiers
- 1993 : La Mouette d'Anton Tchekhov, mise en scène Michel Fagadau, théâtre de Boulogne-Billancourt
- 1994 : Entrée de secours de Gérald Aubert, mise en scène Michel Fagadau, Studio des Champs-Élysées
- 1995 : Beethoven de Philippe Caspar, mise en scène Jonathan Fox, Château de La Hulpe
- 1996 : Le Bal des Exclus de Daniel Facérias, mise en scène de l'auteur, Zénith de Paris et en tournée
- 2001 : Lettres à une musicienne de Rainer Maria Rilke, théâtre Firmin-Gémier, Antony
- 2001 : Le Métier de vivre de Cesare Pavese, mise en scène Jean Bart, Genève
- 2002 : Le Métier de vivre de Cesare Pavese, mise en scène Jean Bart, théâtre Vidy-Lausanne
- 2003 : Le Métier de vivre de Cesare Pavese, mise en scène Jean Bart, Maison de la Poésie, théâtre Vidy-Lausanne
- 2003 : Sermon sur la Passion du Christ, textes de Bossuet, mise en scène Jordi Savall, musique de Marin Marais
- 2004 : De l’Orient, de l’Occident, MC93 Bobigny
- 2006 : La Boîte à outils de Roland Dubillard, (lecture) Avignon Festival Off 2006 ; Fragments de Beckett, théâtre des Bouffes du Nord
- 2006 : Comédie, Pas, Catastrophe de Samuel Beckett, mise en scène Michael Lonsdale, Théâtre des Bouffes du Nord, théâtre de Sartrouville, théâtre du Chêne Noir
- 2007 : L'Histoire du soldat d'Igor Stravinsky, mise en scène Michael Lonsdale
- 2007 : Le Rêve de Patrick Scheyder, théâtre du Lucernaire
- 2007 : Péricles, prince de Tyr de William Shakespeare, mise en scène Florian Sitbon, MC93 Bobigny
- 2008 : La Divine Comédie de Dante, Lecture dirigée par Valérie Dréville, Festival d'Avignon
- 2008 : Olga de Jean-Claude Brisville, lecture, théâtre Montansier
- 2009 : Allegro ricordando d'Ami Flammer, mise en scène Georges Lavaudant, MC93 Bobigny
- 2009 : Léonard de Vinci et la Nature-Les Carnets de Léonard de Patrick Scheyder, théâtre Déjazet
- 2009 : À la recherche du temps perdu de Marcel Proust, lecture d'extraits, Comédie des Champs-Élysées, théâtre La Bruyère
- 2009 : La Marche de Bernard-Marie Koltès, mise en scène Michel Didym, Arsenal de Metz en scènes
- 2009 : Job ou L'Errance du juste d'après Le Livre de Job, théâtre Toursky Marseille
- 2010 : À la recherche du temps perdu de Marcel Proust, lecture d'extraits
- 2012 : Tous ceux qui tombent de Samuel Beckett, mise en scène Jacques Nichet, voix
- 2014 : Michael Lonsdale lit Ivan Gagarine (Centre Sèvres - Facultés jésuites de Paris)
- 2015 : Péguy/Lonsdale, entre Ciel et Terre, lecture de Charles Péguy, Théâtre de Poche Montparnasse
- 2017 : Lonsdale conte Noël, lectures, Théâtre de Poche Montparnasse

### Comme metteur en scène
- 1974 : Sa Négresse Jésus de Michel Puig, mise en scène avec Catherine Dasté, Nanterre
- 1975 : Fragments pour Guevara de Pierre Bourgeade, musique Diego Masson et Michel Puig, Festival d'Avignon, théâtre de l'Est parisien
- 1980 : La Voix humaine de Jean Cocteau
- 1981 : Dis, la vague d'après Julio Villar, Villeneuve-les-Avignon
- 1982 : De la cave au grenier, un corps entier de songes de Gil Jouanard, Villeneuve-les-Avignon
- 1983 : Quid Pro Quo de Pierre Bourgeade, opéra pour un homme seul, musique Régis Pasquier, Festival de Vaison-la-Romaine, Opéra de Guyenne
- 1984 : Le Vent tourbillon de Roger Landy, maison de la culture d'Angers
- 1986 : Agatha de Marguerite Duras, théâtre du Tourtour
- 1988 : La Vie mode d'emploi de Georges Perec, Festival d'Avignon
- 1990 : Bernard de Clairvaux de Daniel Facérias et Gilles Tinayre
- 1993 : Les Récits d’un pèlerin russe, caveau de la crypte Saint-Sulpice puis festival Magnificat de Paray-le-Monial
- 2001 : La Nuit de Marina Tsvetaïeva de Valeria Moretti, théâtre de l'Île-Saint-Louis
- 2002 : Marie-Madeleine des frères Martineau
- 2006 : Comédie, Pas, Catastrophe de Samuel Beckett, théâtre des Bouffes du Nord, théâtre de Sartrouville, théâtre du Chêne Noir
- 2006 : Tonnerre des Orgues 2006, lecture musicale dans le cadre de la fête de la musique à Noyon, organisé par Brieux Stievenart.
- 2007 : L'Histoire du soldat d'Igor Stravinsky
- 2012 : Yallah! Sœur Emmanuelle au théâtre Michel
- 2013 : L'Amante anglaise de Marguerite Duras, co-mise en scène avec Jacques Fornier, tournée.
- 2016 : Faustine de Daniel Facérias avec Françoise Thuriez et Marie Lussignol

## Filmographie

### Cinéma

#### Années 1950
- 1956 : C'est arrivé à Aden de Michel Boisrond : Sinclair
- 1958 : Une balle dans le canon de Charles Gérard et Michel Deville
- 1959 : La Main chaude de Gérard Oury : Norbert

#### Années 1960
- 1960 : Les portes claquent de Michel Fermaud et Jacques Poitrenaud : Georges
- 1961 : Le crime ne paie pas (sketch L’Homme de l'avenue) de Gérard Oury : l'employé de la morgue
- 1961 : Snobs ! de Jean-Pierre Mocky : Charles Dufaut
- 1961 : La Dénonciation de Jacques Doniol-Valcroze : l’inspecteur Mercier
- 1962 : Adorable Menteuse de Michel Deville : Albert, l’agent de police
- 1962 : Le Procès (The Trial) d’Orson Welles : le prêtre
- 1963 : Et vint le jour de la vengeance (Behold a pale horse) de Fred Zinnemann : le reporter
- 1964 : Jaloux comme un tigre de Darry Cowl et Maurice Delbez
- 1964 : Tous les enfants du monde d’André Michel (film resté inachevé)
- 1965 : Les Copains d’Yves Robert : Lamendin
- 1965 : Je vous salue mafia de Raoul Lévy : Hyman, le secrétaire
- 1965 : La Bourse et la Vie de Jean-Pierre Mocky : le conférencier au club des timides
- 1966 : Le Judoka agent secret de Pierre Zimmer : Perkins
- 1966 : Paris brûle-t-il ? de René Clément : M. Debu-Bridel
- 1966 : Comédie de Marin Karmitz, Jean-Marie Serreau et Jean Ravel : l'homme
- 1967 : Les Compagnons de la marguerite, de Jean-Pierre Mocky : M. Lestac, expert en écritures / la voix du juge d'instruction
- 1967 : L'Authentique Procès de Carl-Emmanuel Jung de Marcel Hanoun : un avocat de la défense
- 1967 : La Mariée était en noir de François Truffaut : René Morane
- 1968 : La Grande Lessive (!) de Jean-Pierre Mocky : M. Delaroque
- 1968 : Baisers volés de François Truffaut : Georges Tabard
- 1968 : L'Homme à la Buick de Gilles Grangier : l'inspecteur Farjon de la police judiciaire
- 1969 : Hibernatus d’Édouard Molinaro : le professeur Loriebat
- 1969 : Détruire, dit-elle ou La Chaise longue de Marguerite Duras : Steint
- 1969 : L'Hiver de Marcel Hanoun : Julien et Marc
- 1969 : L'Étalon de Jean-Pierre Mocky : le commissaire Donald Both
- 1969 : British Sounds de Jean-Luc Godard

#### Années 1970
- 1970 : Le Printemps de Marcel Hanoun et Catherine Binet : l'homme qui fuit
- 1970 : Out 1 : Noli me tangere (et version courte : Out 1 : Spectre) de Jacques Rivette et Suzanne Schiffman : Thomas
- 1971 : Le Souffle au cœur de Louis Malle : le père Henri
- 1971 : Les Assassins de l'ordre de Marcel Carné : le commissaire Bertrand
- 1971 : Jaune le soleil de Marguerite Duras : un juif
- 1971 : Papa les p'tits bateaux de Nelly Kaplan : Hippolyte
- 1971 : L'Automne de Marcel Hanoun : Julien, le réalisateur
- 1971 : Les grands sentiments font les bons gueuletons de Michel Berny : Stéphane
- 1971 : Il était une fois un flic de Georges Lautner : le commissaire Lucas
- 1971 : Chut ! de Jean-Pierre Mocky : Sergel
- 1971 : Le Revolver et la Rose de Jean Desvilles : Philippe de la Tour
- 1972 : La Vieille Fille de Jean-Pierre Blanc : le pasteur Monod
- 1972 : Chacal (The Day of the Jackal) de Fred Zinnemann : Lebel, le détective
- 1973 : La Grande Paulette de Gerald Calderon : Paul
- 1973 : La Fille au violoncelle d’Yvan Butler : Philippe Lariel
- 1973 : Un linceul n'a pas de poches de Jean-Pierre Mocky : Raymond
- 1973 : Glissements progressifs du plaisir d’Alain Robbe-Grillet : le magistrat instructeur
- 1974 : Le Passager (Caravan to Vaccares) de Geoffrey Reeve : le duc de Croyter
- 1974 : Stavisky… d’Alain Resnais : le docteur Mézy
- 1974 : Une baleine qui avait mal aux dents de Jacques Bral : le peintre
- 1974 : Le Fantôme de la liberté de Luis Buñuel : le chapelier
- 1974 : Galileo de Joseph Losey : le cardinal Barberini
- 1974 : Les Suspects de Michel Wyn : le juge Souffries
- 1974 : La Vérité sur l'imaginaire passion d'un inconnu de Marcel Hanoun : le reporter TV / Ponce Pilate
- 1975 : Sérieux comme le plaisir de Robert Benayoun : l’inspecteur Fournier
- 1975 : Aloïse de Liliane de Kermadec : le médecin directeur
- 1975 : India Song de Marguerite Duras : le vice-consul de Lahore
- 1975 : Section spéciale de Costa-Gavras : Pierre Pucheu, ministre de l'intérieur
- 1975 : Une Anglaise romantique (The Romantic Englishwoman) de Joseph Losey : Swan
- 1975 : La Traque de Serge Leroy : David Sutter
- 1975 : Folle à tuer d’Yves Boisset : Stéphane Mostri
- 1975 : Le Téléphone rose d’Édouard Molinaro : M. Morrison
- 1975 : Né- ou Le Vivarium de Jacques Richard
- 1976 : Les Œufs brouillés de Joël Santoni : le président de la République
- 1976 : Bartleby[34] de Maurice Ronet : l’huissier
- 1976 : Monsieur Klein de Joseph Losey : Pierre
- 1976 : L'Adieu nu de Jean-Henri Meunier : Boris / le visiteur
- 1976 : Son nom de Venise dans Calcutta désert de Marguerite Duras
- 1977 : Le Diable dans la boîte de Pierre Lary : Georges Aubert
- 1977 : L’Imprécateur de Jean-Louis Bertuccelli : Abéraud
- 1977 : La Femme gauchère (Die linkshändige Frau) de Peter Handke : le serveur
- 1977 : Aurais dû faire gaffe, le choc est terrible de Jean-Henri Meunier
- 1977 : Une sale histoire de Jean Eustache
- 1978 : Passeur d'hommes (The Passage) de J. Lee Thompson : Renoudot
- 1978 : Le Rose et le Blanc de Robert Pansard-Besson : Léon
- 1979 : Moonraker de Lewis Gilbert : Hugo Drax

#### Années 1980
- 1981 : Seuls de Francis Reusser : le peintre
- 1981 : Une jeunesse de Moshé Mizrahi : Béjardy
- 1981 : Der Bunker de George Schaeffer : Martin Bormann
- 1981 : Mora de Léon Desclozeaux (il est uniquement le coscénariste du film)
- 1982 : Les Jeux de la comtesse Dolingen de Gratz de Catherine Binet : Bertrand Haines-Pearson
- 1982 : Douce enquête sur la violence de Gérard Guérin : le financier Ash
- 1982 : Enigma de Jeannot Szwarc : Bodley
- 1983 : Eréndira de Ruy Guerra : le sénateur Onésime Sanchez
- 1984 : Le Juge de Philippe Lefebvre : le docteur
- 1984 : Le Bon Roi Dagobert de Dino Risi : Saint-Éloi
- 1985 : L'Éveillé du pont de l'Alma de Raoul Ruiz : Antoine
- 1985 : Le Pacte Holcroft (The Holcroft Covenant) de John Frankenheimer : Ernst Manfredi
- 1985 : Billy Ze Kick de Gérard Mordillat : le commissaire Bellanger
- 1986 : Le Nom de la rose de Jean-Jacques Annaud : l’abbé
- 1987 : Der Madonna-Mann (de) de Hans-Christoph Blumenberg : Tanzmann
- 1988 : Les Tribulations de Balthasar Kober (Niezwykla podróz Baltazara Kobera) de Wojciech Has : le maître
- 1989 : Souvenir de Geoffroy Reeve : Xavier Lorion

#### Années 1990
- 1991 : Ma vie est un enfer de Josiane Balasko : l’archange Gabriel
- 1992 : Woyzeck de Guy Marignane : le capitaine
- 1993 : L'Ordre du jour de Michel Khleifi : Stark
- 1993 : Les Vestiges du jour de James Ivory : M. Giscard Dupont-d’Ivry
- 1995 : Jefferson à Paris de James Ivory : Louis XVI
- 1995 : Nelly et Monsieur Arnaud de Claude Sautet : Dolabella
- 1996 : La Plante humaine de Pierre Hebert : Michel
- 1997 : Mauvais Genre de Laurent Bénégui : Honoré de Balzac
- 1997 : Dieu sait quoi de Jean-Daniel Pollet (voix)
- 1998 : Don Juan de Jacques Weber : don Luis
- 1998 : Que la lumière soit ! d'Arthur Joffé : Mgr Loublié
- 1998 : Ronin de John Frankenheimer : Jean-Pierre

#### Années 2000
- 2000 : Les Acteurs de Bertrand Blier : lui-même
- 2001 : Ceux d'en face de Jean-Daniel Pollet : Mikaël, le musicien
- 2003 : Adieu de Arnaud des Pallières : Serge, le père
- 2003 : 5×2 de François Ozon : Bernard
- 2003 : Le Mystère de la chambre jaune de Bruno Podalydès : le professeur Stangerson
- 2003 : Le Furet de Jean-Pierre Mocky : don Salvadore
- 2003 : Le Prix du désir (Sotto falso nome) de Roberto Andò : David Ginsberg
- 2005 : Le Parfum de la dame en noir de Bruno Podalydès : le professeur Stangerson
- 2005 : Bye Bye Blackbird de Robinson Savary : Robert
- 2005 : Les Invisibles de Thierry Jousse : le gardien
- 2005 : Munich de Steven Spielberg : Papa
- 2005 : Gentille de Sophie Fillières : Jean
- 2006 : Les Fantômes de Goya de Miloš Forman : le père Grégorio
- 2006 : Selon Rachel de Sylvie Habault
- 2007 : Il sera une fois... de Sandrine Veysset : le vieux monsieur
- 2007 : Chacun son cinéma (sketch Le Don) de Raoul Ruiz : le vieil homme aveugle
- 2007 : Une vieille maîtresse de Catherine Breillat : le vicomte de Prony
- 2007 : La Question humaine de Nicolas Klotz : Mathias Jüst
- 2008 : Une belle croisière de Boris Lehman
- 2009 : Je vais te manquer d’Amanda Sthers : Max
- 2009 : Bancs publics (Versailles Rive-Droite) de Bruno Podalydès : le client au paillasson
- 2009 : Agora d’Alejandro Amenábar : Théon

#### Années 2010
- 2010 : Des hommes et des dieux de Xavier Beauvois : frère Luc Dochier
- 2011 : HH, Hitler à Hollywood de Frédéric Sojcher : lui-même
- 2011 : Le Village de carton (Il villaggio di cartone) d'Ermanno Olmi : le vieux prêtre
- 2011 : Les Hommes libres d'Ismaël Ferroukhi : Si Kaddour Ben Ghabrit
- 2012 : Gebo et l'Ombre de Manoel de Oliveira : Gebo
- 2013 : Le Renard jaune de Jean-Pierre Mocky : Jean Virno
- 2014 : Maestro de Lea Fazer : Cédric Rovère
- 2015 : Les Premiers, les Derniers de Bouli Lanners : le patron de l'hôtel[35]
- 2015 : Les Filles au Moyen Âge d'Hubert Viel : Daniel/le narrateur

#### Années 2020
- 2020 : Le Fantôme de Laurent Terzieff de Jacques Richard

#### Courts métrages
- 1962 : Le Bureau des mariages de Yannick Bellon : Robert
- 1964 : Tous les enfants du monde d'André Michel
- 1966 : Le Fer à repasser de Jean Dasque
- 1968 : Le Procès d'Orphée / Projet Orfée de Jean-Pierre Marchou : Orphée
- 1969 : La Pince à ongles de Jean-Claude Carrière
- 1970 : Station service de Gerald Calderon
- 1970 : La Rose et le Revolver de Jean Desvilles
- 1971 : La Poule de Luc Béraud
- 1973 : Les Musiciens du culte de Gérard Mordillat
- 1974 : Le Jeu des preuves de Luc Béraud
- 1974 : Naissance et mort de Prométhée de Jacques Rivette (moyen métrage)
- 1975 : La Choisie de Gérard Mordillat : l'oncle
- 1976 : Les Écrans déchirés de Jacques Richard
- 1976 : Mirabelle et Coquillage de Lisa Vergt : une voix dans le film (court métrage)
- 1976 : L'Eden-Palace de Frédéric Compain : Raoul (moyen métrage)
- 1977 : Une sale histoire de Jean Eustache (moyen métrage)
- 1977 : Jacques Prévert, documentaire de Jean Desvilles : témoignage (moyen métrage)
- 1977 : Le Conseiller Crespel de Robert Pansard-Besson
- 1978 : La Dame à la licorne de Dominique Crèvecœur
- 1979 : Ève avait l'éclat métallique de l'été de Frank Verpillat
- 1979 : Acte manqué de Léon Desclozeaux
- 1982 : Les Atours de l'œil foudre de Magali Cerda
- 1983 : La Voix humaine de Michael Lonsdale (moyen métrage)
- 1984 : Fumeurs de charme / Requiem pour un fumeur de Frédéric Sojcher : lui-même
- 1984 : Cinécalligrammes de Mohamed Charbagi
- 1985 : L'Art d'aimer de Dominique Cabrera
- 1985 : Requiem pour un fumeur de Frédéric Sojcher
- 1986 : À suivre de Robinson Savary
- 1989 : Le Voisin de Paul de Jean-Marie Gigon : l'aveugle
- 1991 : Langlois monumental de Jacques Richard : lui-même
- 1992 : La Table d'émeraude de Pierre Bourgeade
- 1992 : Pièce unique de Pascale Boullet
- 1992 : Deux amis, prélude de Pierre Schöller
- 1995 : Terra incognita d'Olivier Cotte
- 1995 : L'Entretien de Marc Mechain
- 1995 : Vroum-Vroum de Frédéric Sojcher
- 1998 : To Be or Not to Be de Pascale Auriscote : le vieux juif
- 2000 : À propos de Buñuel (A proposito de Buñuel), documentaire de José-Luis Lopez Linarès et Javier Royo : témoignage
- 2003 : L'Empreinte de David Mathieu-Mahias : Roman Dessouches
- 2005 : Jeanne à petits pas... de Négar Djavadi
- 2006 : Les Mains d'Andréa de Sébastien Betbeder
- 2006 : Ce que je vous dois d'Olivier Bouffard : Paul
- 2006 : Jeanne à petits pas de Négar Djavadi
- 2007 : La Dernière Fois qu'on a fait connaissance de Daniel Metge
- 2007 : Faits divers de Bill Barluet : Paul
- 2009 : Passemerveille de Guillaume Massart : lui-même
- 2013 : Nox de Jean-Michel Hua : Léon
- 2015 : La visite de Pippo Delbono : lui-même
- 2019 : Degas et moi d'Arnaud des Pallières : Edgar Degas

#### Films d'animation
- 1982 : Chronopolis de Piotr Kamler : narrateur
- 1984 : Les Boulugres de Jean Hurtado : le roi
- 1999 : Le Château des singes de Jean-François Laguionie : maître Flavius
- 2003 : Kaena, la prophétie de Chris Delaporte et Pascal Pinon : Opaz
- 2007 : Tous à l'Ouest d'Olivier Jean-Marie : Bartleby
- 2011 : Titeuf, le film de Zep : le psy

### Télévision
- 1958 : Le Ping Pong de Jean Prat
- 1958 : En votre âme et conscience
- 1960 : Les Trois Sœurs de Jean Prat : Andreï Prodarov
- 1962 : Escale obligatoire de Jean Prat : l'américain
- 1964 : L'Amour médecin de Monique Chapelle
- 1964 : Les Petites Demoiselles de Michel Deville
- 1964 : Tous les enfants du monde d'André Michel
- 1964 : L'Enlèvement d'Antoine Bigut de Jacques Doniol-Valcroze : Didot
- 1964 : Les Fables de La Fontaine : Le Loup et le Chien d'Hervé Bromberger
- 1965 : La Redevance du fantôme[36] de Robert Enrico : Kerman
- 1966 : La Conversation de Michel Mitrani
- 1967 : Le Mal de test de Jean-Paul Sassy
- 1968 : Les Sincères de Monique Chapelle
- 1968 : Zoo story de Roland Coste : le conformiste
- 1969 : Appelez-moi Rose de Youri
- 1969 : Les Frères Karamazov[37] de Marcel Bluwal : le Diable
- 1970 : La Fenêtre de Jacques Pierre : Braquemont
- 1971 : Le Malade imaginaire de Molière, réalisation Claude Santelli : Purgon
- 1971 : Romulus le Grand de Marcel Cravenne
- 1972 : Alberte, feuilleton de Sverre Udnaes : Jean
- 1972 : Les Cent Livres : Le Portrait de Socrate d'Alain Dhénaut et Bernard d'Abrigeon : Socrate
- 1973 : Le Monde enchanté d'Isabelle, feuilleton de Youri
- 1974 : La Confession d'un enfant du siècle de Claude Santelli : Smith
- 1974 : Dans l'intérêt des familles : Malaventure de Joseph Drimal : Georges Mortier
- 1975 : Kafka : La Lettre au père de Nat Lilienstein : le lecteur
- 1979 : Un comédien lit un auteur de Pierre Dumayet et André Bonnardel : lui-même
- 1980 : Annonce matrimoniale de José-Maria Berzosa
- 1980 : Jean sans Terre[38] de Gilles Grangier : Jean Papeuil
- 1981 : L'Agent secret de Marcel Camus : Adolphe Verloc, l'agent secret
- 1981 : Le Bunker de George Schaefer : Martin Bormann
- 1981 : Un paquebot dans la tête[39] de Philippe Condroyer : Roland
- 1981 : Non lieu, feuilleton de Bruno Gantillon : le docteur Gilbert Dercine
- 1981 : Musiques et Machines, documentaire de Michel Fano et Dominique Jameux : Faust
- 1982 : Les Invités, feuilleton de Roger Pigaut : Charles Maurienne
- 1982 : L'Armoire de Paul Planchon : Focker
- 1982 : Mersonne ne m'aime de Liliane de Kermadec : le commissaire de police
- 1982 : Merci Bernard[40] de Jean-Michel Ribes : différents rôles
- 1982 : Les Gens de Smiley (en) ou Smiley's People de Simon Langton : Anton Grigoriov (épisodes 5-6)
- 1983 : Liberté, liberté d'Alain Dhouailly : Maurice, le professeur de philosophie
- 1984 : La Jeune Femme en vert de Lazare Iglesis
- 1984 : Lire c'est vivre: Élie Faure, Vélasquez et les Ménines  de Philipe Bordier : le lecteur
- 1984 : La Couleur des mots, documentaire de Jérôme Beaujour et Jean Mascolo : lui-même
- 1985 : Le Génie du faux, feuilleton de Stéphane Kurc
- 1986 : Rendez-vous manqué de Patrick Meunier : Moralès
- 1986 : Le Tiroir secret, feuilleton de Michel Boisrond et Roger Gillioz : Philippe
- 1987 : Le Loufiat de Michel Boisrond
- 1988 : L'Enfant et le Président de Régis Milcent
- 1990 : Seul face au crime (Un cane sciolto) de Giorgio Capitani : le procureur Braida
- 1990 : Un film sur Georges Perec : Te souviens-tu de Gaspard Winckler, documentaire de Catherine Binet : lui-même
- 1991 : Maigret, épisode Maigret et la Grande Perche de Claude Goretta : M. Serre
- 1993 : L'Affaire Rodani (Un cane sciolto 3) de Giorgio Capitani : le procureur Braida
- 1997 : Un prete tra noi de Giorgio Capitani et Lodovico Gasparini (it) : Bishop
- 1997 : Langlois monumental de Jacques Richard : lui-même
- 1999 : The James Bond Story, documentaire de Chris Hunt : lui-même
- 2000 : Inside Moonraker, documentaire de John Cork : lui-même
- 2000 : Maigret, épisode Maigret et la Croqueuse de diamant de André Chandelle : Sir Lampson
- 2000 : Delphine Seyrig : Portrait d'une comète, documentaire de Jacqueline Veuve : lui-même
- 2003 : La Place de l'autre de Roberto Garzelli : Hans
- 2005 : La Séparation de François Hanss : Paul Doumer, président de l'Assemblée
- 2006 : Nouveau campus en direct, documentaire : lui-même
- 2006 : Mocky Circus, documentaire d'Emmanuel Barnault : lui-même
- 2006 : Munich : The International Cast : lui-même
- 2007 : Lonsdale, l'insondable, documentaire d'Emmanuel Barnault : lui-même
- 2008 : Le Silence de l'épervier de Dominique Ladoge
- 2010 : Contes et nouvelles du XIXe siècle : Le Fauteuil hanté de Claude Chabrol : le grand Loustalot
- 2011 : "Même l'Avenir dure longtemps!, Moyen-métrage de Emmanuel Bonn : Pierre Jacquemart
- 2012 : Mystique d'abord, documentaire de Claire Jeanteur : voix off de l'abbé Pierre
- 2013 : Bien joué, court-métrage de Sandrine Veysset dans La Collection Jeanne Moreau

## Ludographie
- 2012 : 007 Legends : Hugo Drax[41]
- 2016 : Californium : Thêta[42]

## Doublage

### Cinéma
- 1984 : Element of Crime : le thérapeute (Ahmed El Shenawi)[réf. nécessaire]
- 1984 : Les Boulugres[43]

## Voix off

### Cinéma
- 1967 : Méli-mélodrame de Gerald Calderon
- 1968 : British Sounds, documentaire de Jean-Luc Godard et Jean-Henri Roger
- 1970 : Les Années Lumière de Jean Chapot (film de montage)
- 1976 : Son nom de Venise dans Calcutta désert de Marguerite Duras
- 1979 : Stars à quatre pattes de Jacques Richard
- 1980 : Le Risque de vivre, documentaire de Gérard Calderon
- 1983 : Jean-Louis Barrault, un homme de théâtre, documentaire de Muriel Balash
- 1984 : Canevas la ville, documentaire de Charles Dubois
- 1987 : La Conscience, court métrage de Pierre Veck
- 1989 : L'homme de terre, de Boris Lehman, texte de Raul Ruiz
- 1990 : Mémoires Rhénanes : L'Aventure des mines, documentaire d'Étienne Carton de Grammont
- 1992 : Dieu sait pourquoi, documentaire de Jean-Daniel Pollet - également auteur du commentaire
- 2014 : Rosenn d'Yvan Le Moine

### Documentaires
- 1975 : Le Droit à la ville de Jean-Louis Bertuccelli
- 1997 : concessions à perpétuité de Patrick Rebeaud.

### Télévision
- 1976 : Le Voyage à l'étranger de Philippe Ducrest
- 1981 : Histoire contemporaine, épisode L'Orme du mail de Michel Boisrond
- 1981 : Histoire contemporaine, épisode Le Mannequin d'osier de Michel Boisrond
- 1981 : Histoire contemporaine, épisode L'Anneau d'améthyste de Michel Boisrond
- 1981 : Histoire contemporaine, épisode Monsieur Bergeret à Paris de Michel Boisrond
- 1999 : Un siècle d'écrivains : Is Dead ou Portrait incomplet de Gertrud Stein, documentaire d'Arnaud des Pallières : narration
- 2000 : Un siècle d'écrivains : André Pieyre de Mandiargues, l'amateur d'imprudence, documentaire d'Évelyn Clavaud
- 2002 : Marie de Magdala, son et lumières de Michel Garnier (chanteur)
- 2006 : Les animaux ont une histoire, série documentaire
- 2008 : Veilleurs dans la nuit, film documentaire sur les moines de l'abbaye Sainte-Madeleine du Barroux.
- 2010 : Les Compagnons de l'aube, série documentaire d'Yves Jeuland : voix off
- 2011 : 10h17 AZF, chronique d'une blessure toulousaine, documentaire de Fabrice Valéry
- 2014 : Marguerite Yourcenar, alchimie du paysage, documentaire de Jacques Lœuille
- 2014 : Tolkien, des mots, des mondes, documentaire de Simon Backès
- 2015 : Padre Pio, téléfilm italien (doublage pour la sortie française du DVD)
- 2015 : Jean-Marie Serreau, découvreur de théâtres, documentaire d'Alexandre Hilaire

### Radio
- 1972 : India Song de Marguerite Duras, France Culture
- 1980 : Poker tournant de Jean Thibaudeau, réalisé par Jacques Taroni, France Culture[44]
- 1986 : Le Passager clandestin de Jérôme Touzalin, France Culture
- 1990 : Histoires comme ça, histoires pour enfants de Rudyard Kipling : narrateur[45]
- 1998 : Le Jardin de Beamon de Fabrice Melquiot, France Culture : Lucifer

### Musique
- 1985 : Le K et Jeune fille qui tombe... tombe de Dino Buzzati avec Un drame musical instantané
- 1994 : La Nuit d'Hermès de Michel Zbar, INA/GRM
- 1995 : Rinvenuto de Jean-Louis Agobet, Radio France, Prix Italia (Prix spécial 1995)
- 1996 : The plague de Roberto Gerhard, Auvidis France
- 2009 : Vox in Vitro de Michel Redolfi, Signature
- 2009 : Le quatrième Mage de Pierre Wissmer, Marcal classics
- 2014 : François des oiseaux : Claire et le soleil, de Michel Garnier (chanteur)[46]
- 2022 : Le mystère de la Colombe de Michel Garnier (chanteur)

### Livres audio
- Poèmes de Samuel Beckett, Art et Lectures, Paris, 1984
- L'Étranger d'Albert Camus, Gallimard, Paris, 1986.
- Histoire de la psychanalyse en France : Les années Freud ; Les années Lacan d'Élisabeth Roudinesco, lue par l'auteure et Michael Lonsdale, coll. Bibliothèque des voix, éditions des femmes, Paris, 1990
- Histoires comme ça de Rudyard Kipling, Radio France - France Bleu, Paris, 1991
- Les Fables de Jean de La Fontaine : Conseil tenu par les rats, La Grenouille et le Rat, L'Huître et les Plaideurs, Le Renard et le Bouc, Radio France, 1995
- Amok de Stefan Zweig, Thélème, Paris, 1998
- Pourquoi j'ai mangé mon père de Roy Lewis, Thélème, Paris, 1999
- La Bible de Louis-Isaac Lemaistre de Sacy, textes choisis par Philippe Gruson, lus par Brigitte Fossey, Dominique Valadié, Michael Lonsdale, Frémeaux et Associés, Vincennes, 1999
- Le Banquet de Platon, Éditions Thélème, Paris, 1999.
- L'Iliade et l'Odyssée de Homère, textes choisis par Raymond Jacquenod d'après la trad. de Leconte de Lisle, lus par Michael Lonsdale, Sapho, Jean-Pierre Michael, Emmanuelle Galabru et Claude Lesko, Frémeaux et Associés, Vincennes, 2000
- Lettres à son Frère Théo de Vincent van Gogh, Thélème, Paris, 2000
- La Chasse, textes de Guy de Maupassant, Ernst Jünger, Alphonse Daudet, De vive voix, Paris, 2001
- Le Très-Bas de Christian Bobin, Thélème, Paris, 2002
- De l'Amitié de Montaigne, Thélème, Paris, 2003
- Ainsi parlait Zarathoustra de Friedrich Nietzsche, Thélème, Paris, 2004
- Miss Marple d'Agatha Christie, Thélème, Paris, 2004
- Dix Petits Nègres d'Agatha Christie, Thélème, Paris, 2004
- Mitsou, histoire d'un chat, adaptation théâtrale des Lettres à un jeune poète de Rainer Maria Rilke, Le Seuil, Paris, 2004
- L'Expulsé ; Le Calmant de Samuel Beckett, Thélème, Paris, 2005
- Premier Amour de Samuel Beckett, Thélème, Paris, 2005
- Prières, Ateliers du Fresne, France, 2005
- À la recherche du temps perdu (intégrale), de Marcel Proust lu par André Dussollier, Lambert Wilson, Robin Renucci, Michael Lonsdale, Denis Podalydès et Guillaume Gallienne, Thélème, 2006
- Le Temps retrouvé de Marcel Proust, lu par Michael Lonsdale, André Dussollier et Denis Podalydès, Thélème, Paris, 2006
- Dialogue avec ses disciples de Confucius, Thélème, Paris, 2007
- L'Étranger d'Albert Camus, Gallimard, Paris, 2007
- Le Vice-Consul de Marguerite Duras, Gallimard, Paris, 2007
- Bartleby de Herman Melville, Thélème, 2009
- Prières de saint François d'Assise, lu par Michael Lonsdale, Luc Reydel et Claire Meunier, éditions Jade, 2009
- Tao Te King de Lao-Tseu, Thélème, Paris, 2009
- Le Horla de Guy de Maupassant, Audiolib, 2009
- L'Art d'être grand-père de Victor Hugo, Thélème, Paris, 2010
- Le Prophète de Khalil Gibran, Audiolib, 2010
- Poèmes choisis de Czesław Miłosz, Institut Polonais, 2011
- Le Chef-d'œuvre inconnu suivi de La Messe de l'athée d'Honoré de Balzac, Audiolib, 2013

### Divers
- 1979 : Match pour l'Atlantique Nord, voix pour le documentaire de Henri Pasmantier sur l'aviation, coproduction ECPAD / Musée de l'air et de l'espace
- 1988 : mise en scène du spectacle Indiscrétion pour le trio Pied de Poule
- 1995 : exposition Il était une fois la fête foraine (voix du Pavillon des curiosités) à la Grande Halle de La Villette pour Jean-Jacques Birgé
- 2000 : Passion de l'Espagne[47]
- 2003 : voix pour l'audioguide du château de Chenonceau[48]
- 2012 : voix du diaporama : Ode à la Vierge Noire de Philippe Fenwick pour la cathédrale du Puy-en-Velay, réalisation Henri Chanal.
- 2014 : voix pour le tramway de Besançon[49]
- 2014 : L'Ombre d'une source, lecture de la poésie de Titi Robin jouant du bouzouq et de la guitare, World Village
- 2017 : voix pour le spectacle DarkPoe avec le collectif ARFI.

## Publications
- Oraisons, 2002, Actes Sud  (ISBN 9782330000677)
- Un cri dans les images : entretiens, éditions de Champtin, 2003  (ISBN 2-9519668-0-6)
- Visites, 2003, éditions Pauvert (ISBN 9782720214943)
- Confiance : Entretiens avec Jacques Bonnadier, Onésime, 2007  (ISBN 9782952305433)
- L'amour peut tout : florilège, éditions Livre ouvert, 2010  (ISBN 978-2-915614-44-2)
- La Prière : Entretiens avec Jacques Bonnadier, préface d'Henry Quinson, Onésime, 2011  (ISBN 9782917299104)
- L'amour sauvera le monde, éditions Philippe Rey, 2011  (ISBN 978-2-84876-198-5)
- Des hommes et des mots : abécédaire, éditions de l'Œil, 2012  (ISBN 978-2-35137-135-0)
- Michael Lonsdale : entretien avec Jean Cléder (Paris, François Bourin éditeur, collection "Interprétations" 2012.
- En chemin avec la beauté, éditions Philippe Rey, 2012, 140 p.  (ISBN 9782848762241)[50]
- Pièces improvisées pour orgue à quatre mains sur des textes lus par Michaël Lonsdale, textes de Michaël Lonsdale, Sœur Emmanuelle, Christian de Chergé, etc. À l'orgue : père Vincent-Marie et Laurent-Martin Schmit, Amis de l'orgue de l'abbaye d'Ourscamp, 2012 (double CD audio)
- Et ma bouche dira ta louange. Mes plus belles prières, éditions Philippe Rey, 2013  (ISBN 978-2-84876-368-2)
- Jésus, j'y crois, Bayard, 2013  (ISBN 978-2-227-48674-4)
- Jésus, lumière de vie : Mon évangile des peintres, éditions Philippe Rey, 2014  (ISBN 9782848764207)
- Mes chemins d’espérance, éditions Philippe Rey, 2015  (ISBN 978-2-84876-490-0)
- Le Dictionnaire de ma vie , en collaboration avec Anne-Isabelle Tollet, Éditions Kero, septembre 2016, 270 p. (ISBN 2366582552)
- Il n'est jamais trop tard pour le plus grand amour : petit traité d'espérance, éditions Philippe Rey, 2016  (ISBN 978-2-84876-554-9)
- Belle et douce Marie. La Vierge des peintres, éditions Philippe Rey, 2017  (ISBN 978-2-84876-616-4)
- Petite spiritualité des fleurs, Bayard, 2017  (ISBN 978-2-227-49005-5)
- Luc, mon frère, éditions Philippe Rey, 2018  (ISBN 978-2-84876-679-9)
- Mes étoiles : les rencontres qui ont éclairé mon chemin, Bayard, 2018  (ISBN 978-2-227-49487-9)
- Pèlerin à Tibhirine : mon carnet de voyage, Salvator, 2018  (ISBN 978-2-7067-1718-5)
- Sur les ailes de la beauté, éditions Philippe Rey, 2018  (ISBN 978-2-84876-709-3)
- L'Âme de Tibhirine, éditions Philippe Rey, 2019  (ISBN 978-2-204-12925-1)
- Viens, Esprit-Saint, en nos cœurs, éditions Philippe Rey, 2019  (ISBN 978-2-84876-740-6)

## Distinctions

### Décoration
- 2011 : Médaille Grand Vermeil de la Ville de Paris[51]

### Récompenses
- César 2011 : meilleur acteur dans un second rôle pour Des hommes et des dieux
- Globes de Cristal 2011 : meilleur acteur pour Des hommes et des dieux
- Prix Henri-Langlois 2011 : meilleur acteur pour Des hommes et des dieux
- Lumières 2011 : Lumière du meilleur acteur pour Des hommes et des dieux
- Prix du Brigadier 2016 : Brigadier d'honneur pour l'ensemble de sa carrière (remis le 17 février 2017)[réf. nécessaire]

### Nominations
- César 1996 : meilleur acteur dans un second rôle pour Nelly et Monsieur Arnaud
- César 2008 : meilleur acteur dans un second rôle pour La Question humaine

#### Entretiens
- "Entretien avec Michael Lonsdale, à propos de son métier d'acteur entre théâtre et cinéma", Jeune Cinéma no 211, novembre-décembre 1991.
- « Entretien vidéo avec Michael Lonsdale : « Dieu est en chacun » », sur e-ostadelahi.fr, 21 septembre 2011
- « Entretien avec Michael Lonsdale : « Un certain goût pour l'informulé. » » dans nnStandard
- « Interview Michael Lonsdale », revue Lexnews